# 브라질나무
브라질나무(포르투갈어: pau-brasil 파우 브라질[*], 학명: Caesalpinia echinata)는 브라질에서 자라는 나무로 콩과 식물이다. 브라질우드(영어: brazilwood), 브라질실거리나무 또는 페르남부코(포르투갈어: Pernambuco 페르남부쿠[*])로도 부른다.
브라질의 국목(國木)으로 오랫동안 남벌로 멸종 위기종으로 지정되어 있다. 목질이 매우 단단해서 현악기의 활을 만드는데 쓰인다. 주로 대서양 연안 브라질 해변 비옥한 모래 토양에서 자란다.

## 어원
포루투갈 탐험대가 남아메리카 해안에서 이 나무를 발견한 뒤 ‘불 붙은 숯과 같은 나무’라는 뜻의 ‘파우 브라질(pau-brasil)’이라는 이름을 붙였다. 이 나무는 소목과 마찬가지로 속이 붉은 색을 띄며 붉은 염료의 재료로 쓰였다. 유럽으로 수출하는 이 나무가 초기 이 지역의 경제의 큰 부분을 담당하였으며, ‘브라질’이라는 지명의 어원이 되었다.

## 개요
나무는 높이 15m까지 자라며, 짙은 고동색 껍질 안에 붉은 심재가 있다. 잎은 전체적으로 깃털 모양인데 10~20개 정도의 작고 두꺼운 잎이 줄지어 달려 있다. 꽃은 붉은 점이 들어간 노란색으로 15~40 개 정도가 한 가지에 피는데 향기가 강해서 벌들이 많이 모여든다. 열매는 오벌 모양으로 딱딱한 껍질을 갖고 있고 지름은 7.3 cm×2.6 cm 정도이며, 가지에서 뻗어나와 씨가 터져 나오고 비틀린 꼬투리를 남긴다. 가지와 잎, 열매는 작은 가시로 덮여 있다.

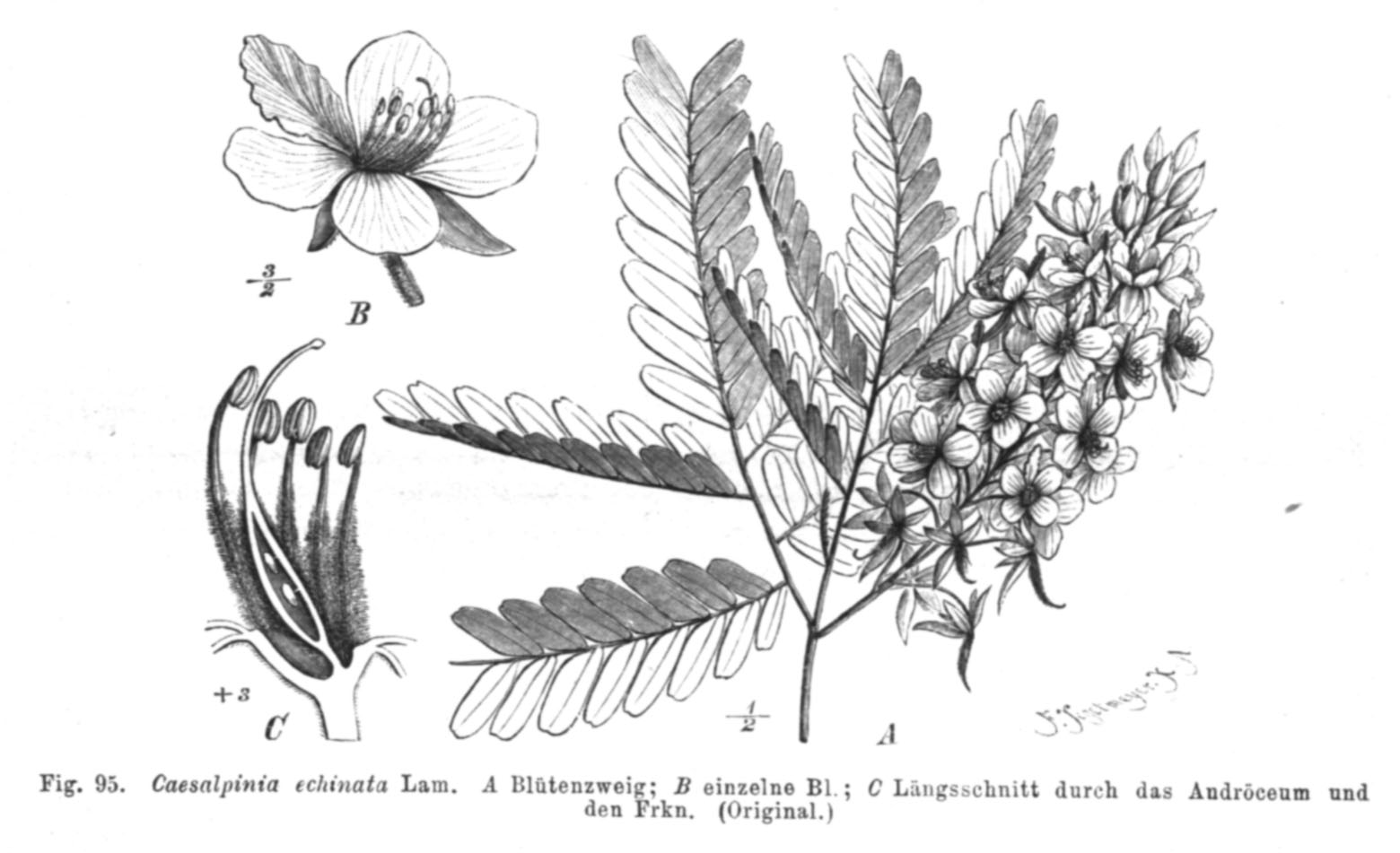
나무잎과 꽃 그림

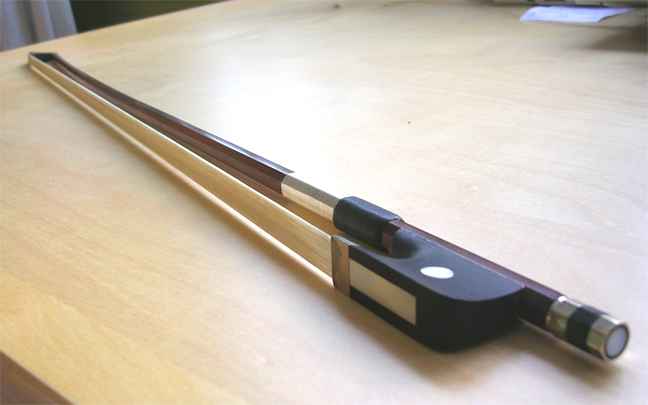
첼로 활

## 사진
- 꽃에 날아든 벌, 상파울로 식물원
- 몸통에 난 가시, 상파울로 식물원
- 상파울로 세렛 공원
- 꽃
- 상파울로 식물원